# Makarská riviéra
Makarská riviéra je pás dalmatského pobřeží Jaderského moře, dlouhý okolo 60 kilometrů, avšak pouze několik kilometrů široký. Nachází se těsně pod štíty masivu Biokovo. Slunečné podnebí a dlouhé oblázkové pláže činí z této oblasti populární turistickou destinaci. Makarská riviéra je vymezena na severozápadě městem Omiš a na jihovýchodě deltou řeky Neretvy. Oblast trpí poměrně častými lesními požáry. Mezi letoviska riviéry patří (v závorce počet stálých obyvatel dle sčítání lidu 2001):
- Baška Voda (2 045)
- Bratuš (?)
- Brela (1 618)
- Brist (453)
- Drašnice (328)
- Drvenik (500)
- Gradac (1 574)
- Igrane (480)
- Krvavica (287)
- Makarska, centrum oblasti (13 716)
- Podaca (716)
- Podgora (1 534)
- Promajna (456)
- Tučepi (1 763)
- Zaostrog (372)
- Živogošće (538)